# ジョルジュ・マティアス
ジョルジュ・アメデ・サン＝クレール・マティアス（Georges Amedee Saint-Clair Mathias, 1826年10月14日 - 1910年10月14日）は、フランスのパリ生まれのピアニスト・ピアノ教師・作曲家。12歳でショパンの数少ない男性の弟子となり、その神童ぶりからクララ・シューマンに「第2のリスト」と呼ばれた。

## 生涯
1826年、パリでドイツ人の父親、ポーランド人の母親との間に生まれる。プライヴェートでフリードリヒ・カルクブレンナーにピアノと作曲を師事した後、1838年にフレデリック・ショパンに師事する。ショパンへの師事期間はさまざまな諸説があるが、最低5年は師事したとされている。
1842年、パリ音楽院作曲家に登録してアンリ・モンタン・ベルトンのクラスで学び、フランソワ・バザンとジャック・アレヴィに作曲を師事する。1847年に対位法・フーガで第1次席を獲得、翌年にロ ーマ大賞第2等の第2席を得た。1850年に《アレグロ・アパッショナート》第 1 番 作品 5 を出版。
1862年、練習曲集《様式と メカニスムの特別な練習曲集》290作品 28 を出版、音楽院の教材に採用される。同年、同音楽院ピアノ科のローラン教授（Adolphe-François LAURENT、1796-1867）の引退にともなう後任として、ロッシーニ、トロロン（Raymond-Theodore Troplong、政治家）、アドルフ・ティエールらの支持を得、任命権を持つ同じポーランド系の国務大臣アレクサンドル・ヴァレフスキとその妻へ書き送った嘆願書などが功を奏し、古参の候補者を抑えて33歳で就任し、1893年まで務める。
1872年、レジオンドヌール勲章を受賞。
1910年10月14日、パリで逝去（84歳）。

## 作品
- 様式とメカニズムの特別な練習曲 Op.28
- ピアノ三重奏曲第6番 Op.60

## 門下生
- ラウール・プーニョ
- テレサ・カレーニョ
- イシドール・フィリップ
- ポール・デュカス
- エリック・サティ
- アーネスト・シェリング